# Линник, Павел Дмитриевич

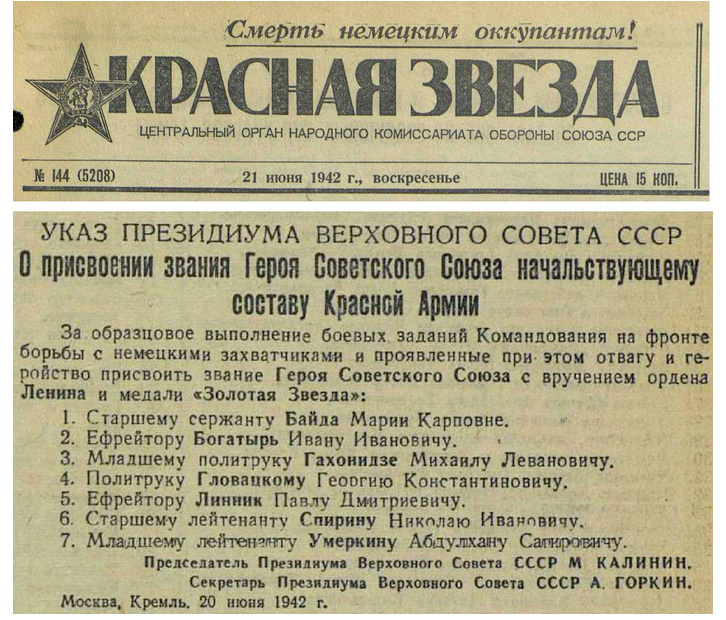
Указ о присвоении звания Героя Советского Союза от 20 июня 1942 года.

Павел Дмитриевич Линник (1916, Макариха, Херсонская губерния — 19 января 1944, Знаменский район, Кировоградская область) — ефрейтор Рабоче-крестьянской Красной армии, участник Великой Отечественной войны, Герой Советского Союза (1942).

## Биография
Родился в 1916 году в селе Макариха (ныне Кропивницкий район Кировоградской области Украины).
После окончания семи классов школы работал сначала на донбасских шахтах, затем слесарем в Симферополе.
В 1938 году Линник был призван на службу в Рабоче-крестьянскую Красную Армию. С июня 1941 года — на фронтах Великой Отечественной войны.
К 1942 году ефрейтор Павел Линник был разведчиком 173-й отдельной разведроты 109-й стрелковой дивизии Приморской армии. Отличился во время обороны Севастополя. В период тех боёв он многократно проникал в расположение противника и доставлял командованию важные сведения. Во время боёв у Балаклавы Линник лично уничтожил 3 танка и несколько десятков солдат и офицеров противника.
Указом Президиума Верховного Совета СССР «О присвоении звания Героя Советского Союза начальствующему составу Красной Армии» от 20 июня 1942 года за «образцовое выполнение боевых заданий командования на фронте борьбы с немецкими захватчиками и проявленные при этом отвагу и геройство» удостоен высокого звания Героя Советского Союза.
Орден Ленина и медаль «Золотая Звезда» он получить не успел, так как после падения Севастополя был вынужден пробраться в оккупированное родное село, где примкнул к партизанскому отряду. 19 января 1944 года Линник скончался от полученных в боях ранений.
Похоронен в селе Весёлый Кут.